# Disocactus quezaltecus
Disocactus quezaltecus, conocida comúnmente como nopalillo orquídea quezalteca, es una especie de planta suculenta perteneciente al género Disocactus, dentro de la familia Cactaceae. Es endémica de Guatemala.   

## Descripción
Disocactus quezaltecus es una especie de cactus epífito de hábito colgante, que se desarrolla sobre árboles. Es arbustivo, se ramifica desde la base y tiene la epidermis con tonalidades rojizas, volviéndose de color verde claro con la edad. Los brotes son arqueados, aplanados y con forma de hoja. Inicialmente son erectos, aunque con el tiempo se vuelven colgantes.
Los tallos principales pueden llegar a medir hasta 45 cm de largo, tienen la base redondeada de 5 a 8 mm de grosor y la porción superior aplanada, con 3 hileras de areolas espinosas que poseen hasta 15 cerdas blanquecinas. Los tallos laterales emergen desde la mitad superior de los tallos principales, y también son de base redondeada y porción superior aplanada, con el ápice agudo o acuminado, raramente obtuso. Miden de 10 a 35 cm de largo y de 1,5 a 6 cm de ancho. Presentan los bordes dentados y areolas pequeñas con varias cerdas.
Las flores son solitarias y aparecen sobre el ápice de los tallos o cerca de ellos. Tienen forma tubular y miden hasta 9 cm de largo. Están curvadas hacia arriba desde la base, por lo que sus ápices apuntan hacia arriba, y son de color púrpura claro. Tienen un pericarpelo (ovario) de 6 a 7 mm de largo y presenta escamas de apenas 1 mm de largo. El tubo floral (receptáculo) mide hasta 4,5 cm de largo y de 4 a 8 mm de ancho. 
Los segmentos del perianto son ovales o ampliamente oblongos, muy obtusos y de aproximadamente 1,5 cm de largo. Los estambres son púrpuras y sobresalen más de 1 cm, con anteras de aproximadamente 1 mm de largo. El estilo es púrpura y claramente más largo que los estambres. Los estigmas son lineares y miden hasta 2 mm de largo. Los frutos son esféricos, de color rojo o amarillo y miden hasta 1,8 cm de diámetro.

## Distribución y hábitat
El área de distribución nativa de esta especie es Guatemala (concretamente en el departamento de Quetzaltenango) y habita principalmente en el bioma tropical estacionalmente seco, a altitudes que oscilan entre los 1800 y los 2150 metros sobre el nivel del mar.
La planta crece sobre árboles como epífita y se encuentra en bosques nubosos. Sus raíces se incrustan en la corteza de los árboles huéspedes para anclarse y fijarse, por lo que su único acceso a la humedad y los nutrientes proviene de la lluvia y los excrementos que caen desde arriba. Además, siempre crecen bajo el dosel de los árboles y nunca están expuestas al sol directo.

## Taxonomía
La primera descripción de esta especie fue como Bonifazia quezalteca, publicada en 1944 por los botánicos estadounidenses Paul Carpenter Standley y Julian Alfred Steyermark en la revista científica Publications of the Field Museum of Natural History, Botanical Series 23 (2): 66–67.
Más tarde, el botánico estadounidense Myron William Kimnach trasladó la especie al género Disocactus, por lo que pasó a llamarse Disocactus quezaltecus. Registró estos cambios en las revista científica Cactus and Succulent Journal 31 (5): 137–140, f. 61, publicada en 1959.
Etimología
- Disocactus: nombre genérico formado a partir de las palabras griegas dis (que significa 'dos veces'), isos (que significa 'igual) y kaktos (que significa 'cardo' o 'planta espinosa'), en alusión a los tallos aplanados con forma de hoja (con dos lados idénticos) que presentan las especies de este género.[8]
- quezaltecus: epíteto geográfico que hace referencia al departamento de Quetzaltenango (Guatemala), lugar donde fue hallada la planta. El sufijo latino -ensis es común en la nomenclatura científica para indicar origen o pertenencia.[9][10]

## Estado de conservación
En la Lista Roja de Especies Amenazadas de la UICN, la especie está clasificada como de "Preocupación Menor (LC)”. La principal amenaza que sufre la especie se debe a la degradación del hábitat causada por la deforestación.

## Usos
Se cultiva principalmente como planta ornamental y su propagación se realiza normalmente a través de esquejes.